# In omaggio all'arte italiana!
In omaggio all'arte italiana! è un cortometraggio documentario del 2015 diretto da Jean-Marie Straub; la pellicola è tratta dall'ultima bobina del film Lezioni di storia e venne poi presentato in un'installazione alla Biennale di Venezia.